# Hybocamenta heptaphylla
Hybocamenta heptaphylla är en skalbaggsart som beskrevs av Louis Burgeon 1945. Hybocamenta heptaphylla ingår i släktet Hybocamenta och familjen Melolonthidae. Inga underarter finns listade i Catalogue of Life.